# جریان چند فازی

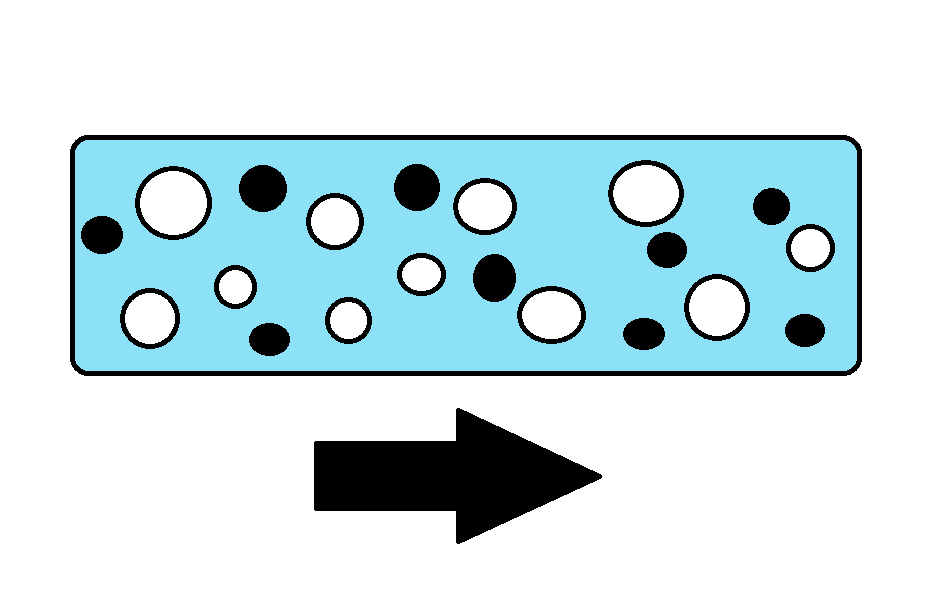
تصویری از یک جریان چند فازی در لوله، که در آن، فاز پیوسته (قسمت آبی) در حالت مایع است و ذرات کوچک را حمل می‌کند. گاز (قسمت سفید) و قطرات روغن (قسمت مشکی) در فاز پراکنده قرار دارند.

در مکانیک سیالات، به جریان همزمان مواد، با دو یا چند فاز ترمودینامیکی، جریان چند فازی (به انگلیسی: Multiphase flow ) می‌گویند. جریان چند فازی، در بسیاری از فرایندها و سیستم‌های پیشرفته مانند پمپ‌های حفاری، توربین‌ها، کاغذ سازی و پلاستیک سازی دیده می‌شود و همینطور در بسیاری از فرایندهای طبیعی نقش دارد. فازهای مختلف میتوانند از یک جزء شیمیایی (مثل جریان آب و بخار آب) و یا چند جزء شیمیایی (مثل جریان آب و روغن) تشکیل شده‌باشند.اگر یک فاز، منطقه‌ای پیوسته از یک فضا را اشغال کند، به آن «فاز پیوسته» می‌گویند و اگر یک فاز، مناطق جدا از هم فضایی را اشغال کند، به آن «فاز پراکنده» گفته می‌شود. فاز پیوسته می‌تواند گاز یا مایع باشد و فاز پراکنده می‌تواند جامد، مایع و یا گاز باشد.
دو شکل عمومی وجود دارد؛ «جریان‌های پراکنده (disperse flows)» و «جریان‌های غیر امتزاجی(separated flows)». در حالت اول، قطره‌ها و حباب‌هایی به صورت پراکنده در یک فاز پیوسته توزیع شده اند و در حالت دوم، چندین جریان پیوسته در کنار هم قرار گرفته‌اند و به وسیله مرزهایی از هم جدا شده‌اند.

## تاریخچه
مطالعات در رابطه با جریان‌های چند فازی بسیار به پیشرفت علم مکانیک سیالات و ترمودینامیک ارتباط دارد. کشف مهم اولیه توسط ارشمیدس (۲۵۰ سال قبل از میلاد) و با کشف قوانین شناوری که به اصل ارشمیدس معروف است، انجام شد. از این اصل در مدل‌سازی جریان‌های چند فاز استفاده می‌شود.
در اواسط قرن ۲۰، پیشرفت‌هایی در فرایند جوشش هسته‌ای حاصل شد و اولین مدل‌های افت فشار دو فاز شکل گرفتند. به طور خاص، دو دانشمند به نام‌های لکارت و مارتینلی (۱۹۴۹)، مدلی برای افت فشار اصطکاکی در جریان افقی دو فاز غیر امتزاجی، ارائه دادند و پارامتری را تعریف کرد که امروزه نیز مورد استفاده قرار می‌گیرد. بین سال‌های ۱۹۵۰ و ۱۹۶۰، کارهای فشرده در زمینه‌های هوافضا و هسته‌ای، باعث مطالعات بیشتر در زمینه جریان‌های دو فاز شد. در سال ۱۹۵۸ یکی از اولین مطالعات سیستماتیک در رابطه با جریان‌های دو فاز توسط دانشمند اهل شوروی انجام شد. در سال ۱۹۶۵، بیکر، مطالعاتی درباره رژیم‌های جریان عمودی انجام داد.
از ۱۹۷۰ به بعد، به دلیل افزایش وابستگی اقتصاد جهانی به نفت، جریان چند فازی به ویژه در صنعت نفت مورد مطالعه قرار گرفت.
در دهه ۱۹۸۰ میلادی، شاهد مدل‌سازی‌های دیگری از جریان‌های چند فاز، در لوله‌های با قطر و شیب‌های مختلف، در فشار و جریان‌های متفاوت بودیم. پیشرفت در قدرت محاسباتی در دهه ۱۹۹۰، امکان استفاده از تکنیک‌های مدل‌سازی پیچیده را برای جریان چند فاز را فراهم کرد و جریان‌هایی که قبلاً به یک بُعد محدود شده بودند، به شکل سه‌بُعدی مورد بررسی قرار گرفتند.
در دهه ۱۹۹۰، پروژه‌های توسعه فناوری اندازه گیری جریان‌های چند فاز (MFM)، برای اندازه‌گیری سرعت جریان فاز منفرد، ظاهر شدند. انگیزه پشت این فناوری، کاهش مورد انتظار تولید از میادین نفتی دریای شمال بود. شرکت‌های نفتی که نمونه‌های اولیه شامل (BP، Texaco، MFMS ) را ایجاد کرده بودند، اکنون همه‌گیر شده اند.

## مثال‌ها و کاربردها
جریان‌های چند فازی، به طور منظم در بسیاری از پدیده‌های طبیعی رخ می‌دهند و همچنین در صنایع مختلف، نقش حیاتی دارند.

### در طبیعت
انتقال رسوب در رودخانه‌ها، به وسیله جریان چند فازی رخ می‌دهد. به شکلی که در آن ذرات معلق به عنوان یک فاز دوم پراکنده که با فاز مایع مداوم برهم کنش دارد، رفتار می‌کند.
نمونه‌ای از جریان چند فاز در مقیاس کوچکتر می‌تواند در ساختارهای متخلخل باشد. در مدل‌سازی ساختار متخلخل، می‌توان با استفاده از قانون دارسی، سرعت حجمی جریان را در محیط‌های متخلخل، محاسبه کرد. به طور مثال می‌توان سرعت جریان آب زیرزمینی را با این روش محاسبه کرد.
مثال‌هایی از جریان چند فازی در بدن موجودات زنده وجود دارد. به عنوان مثال، جریان خون، یک جریان چند فازی است که در آن گلبول‌های قرمز، فاز جامد و پلاسما، فاز مایع را تشکیل می‌دهد. همچنین جریان چند فازی می‌تواند در روده وجود داشته باشد که در آن ذرات غذا، فاز جامد و آب، فاز مایع را تشکیل می‌دهند.

نمونه‌های دیگری از جریان‌های چند فازی در طبیعت، در تصاویر زیر نشان داده شده است.

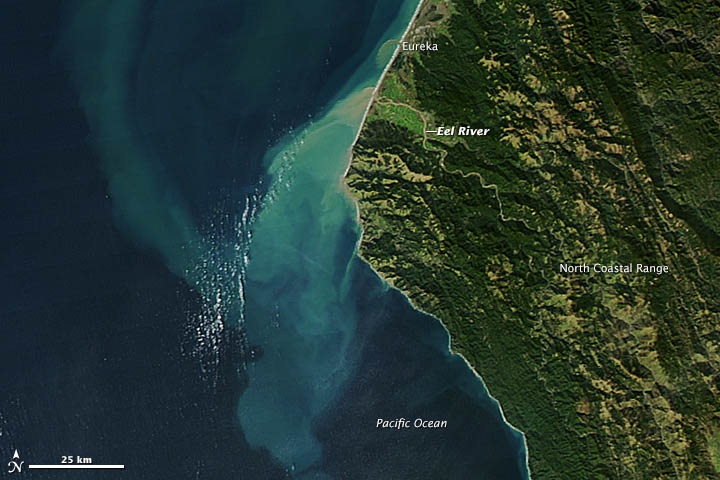
رسوباتی که از رود ایل به اقیانوس آرام منتقل می‌شوند
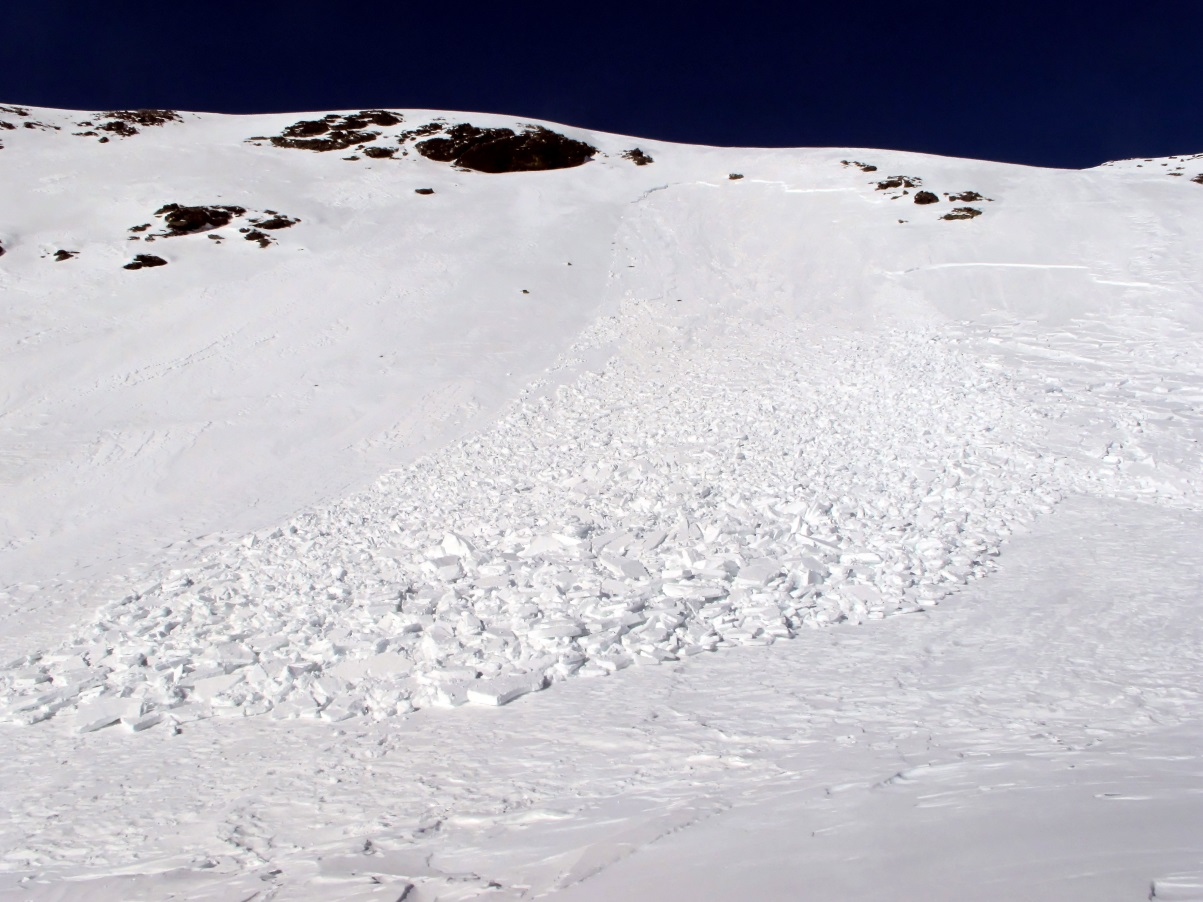
بهمن در کوه‌های آلپ
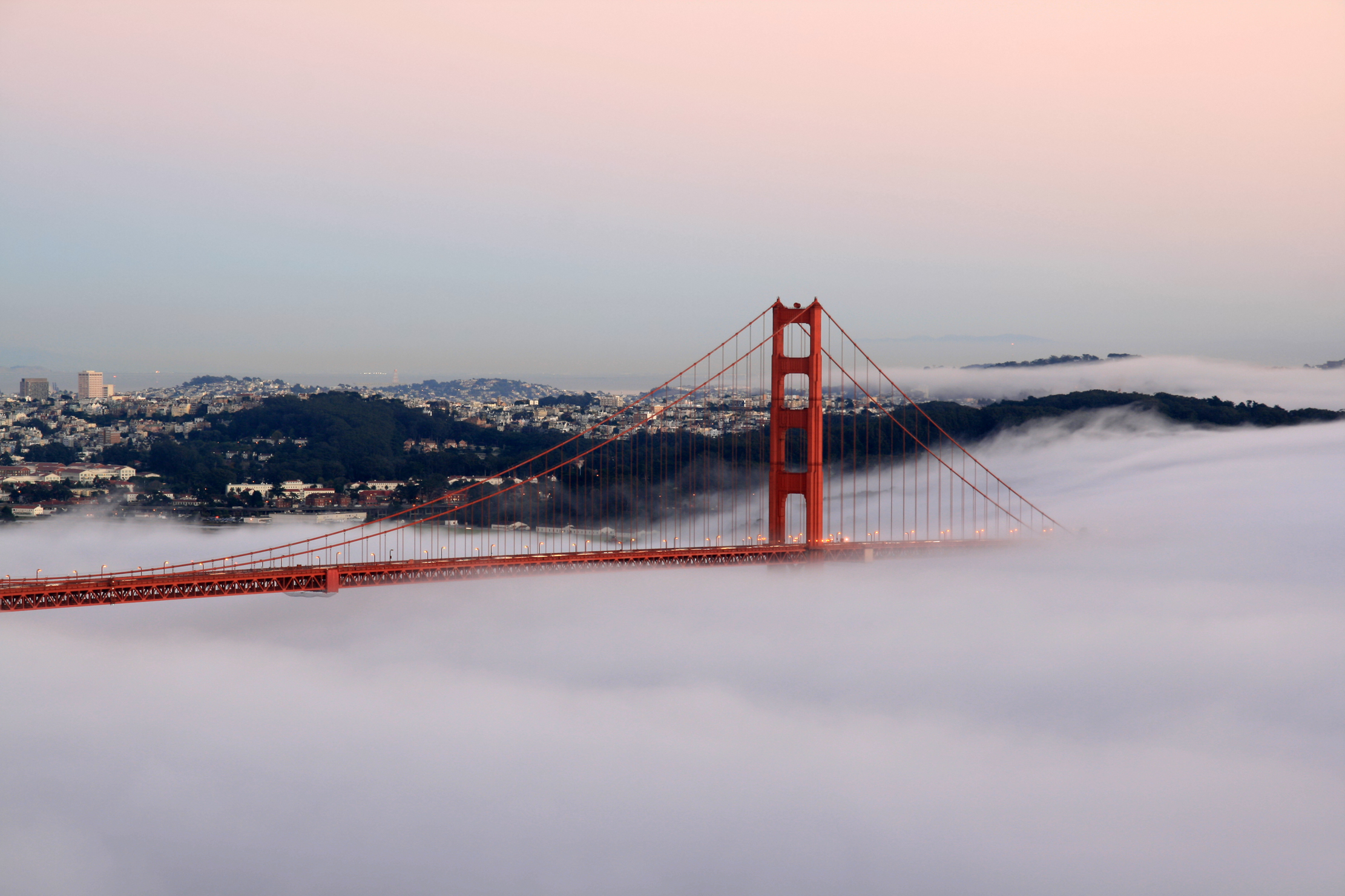
مه که پل گلدن گیت را در بر گرفته است.

### در صنعت
تعداد بسیار زیادی از فرایندهای فناوری، شامل جریان چند فاز است. یک نمونه متداول از جریان چند فاز در صنعت، بستر سیال است. این دستگاه شامل ترکیبی از جامد و مایع است که در آن، به شکل سیال حرکت می‌کند. مثال‌های دیگری از وجود جریان چند فاز در صنعت، شامل جریان حباب‌دار در رآکتورهای هسته ای، جریان گاز و ذرات معلق در رآکتورهای احتراق و جریان سوسپانسیون فیبر در صنعت کاغذ است.
در صنعت نفت و گاز، جریان چند فازی، اغلب به معنای جریان همزمان نفت، آب و گاز است. در مهندسی نفت، سیال حفاری از فاز جامد-گاز تشکیل شده است. علاوه بر این، نفت خام در حین جریان در خطوط لوله، یک جریان سه فاز گاز-نفت-آب است.